# Tanjungkamuning
Tanjungkamuning is een bestuurslaag in het regentschap Garut van de provincie West-Java, Indonesië. Tanjungkamuning telt 6516 inwoners (volkstelling 2010).